# Гийом Амонтон
Гийом Амонтон (на френски: Guillaume Amontons) е френски физик. Той е роден през 1663 година в Париж в семейството на адвокат. В ранна възраст губи слуха си и никога не посещава университет, но изучава математика, физика, небесна механика, рисуване, геодезия и архитектура. Той става един от основоположниците на трибологията, прави подобрения в различни измервателни инструменти, демонстрира действащ прототип на оптичен телеграф. Работи и в областта на термодинамиката, като изследва връзката между налягане и температура, но измерванията с наличната по това време техника са твърде неточни. Гийом Амонтон умира през 1705 година в Париж.